# ماذا حدث للتو (فلم)
ماذا حدث للتو هو فيلم كوميدي نيجيري صدرَ عام 2018 من إخراج تشارلز أوواجباي وبطولة يوفيوما ماكديرموت وآفيز آويتيرو وسيجان آرينز وتويين آبراهام ومايك إزيريوني والكوميديين ماك آبي وفاني بون. صُوِّرت معظم مشاهد الفيلمِ في ولاية لاغوس كما صُوِّرت مشاهد أخرى في مدينةِ لوس أنجلوس بالولايات المتحدة.

## القصّة
قررت الأستاذة أغوغو (تلعبُ دورها الممثلة يوفيوما ماكديرموت) العودة إلى وطنها الأمّ نيجيريا من الولايات المتحدة وتولِّي منصب محاضرةٍ في جامعة إبادان بولاية أويو وذلك بسببِ تعبها من أسلوب الحياة في الولايات المتحدة وفشلها في الزواج وتكوينِ عائلةٍ هناك.
تتعرض أغوغو في الطريقِ للسرقة ثمّ تُعتقل من قِبل الشرطة قبل أن تتوهُ في قريةٍ ما ويُساعدها ساكنٌ قرويّ هناك وتتواصلُ مشاكل أغوغو مع الوقت. الفيلمُ بأكمله عبارةٌ عن قصةٍ داخل قصة، حيث تروي الأستاذة أوغوغو اللقاء بأكمله كشهادة.

## طاقم التمثيل
| - يوفوما مكديرموت - أوموني أوبولي - تويين ابراهام | - مايك إيزوروني - ماك آبي - جود أورهورها | - ستانلي فونيبون شيبونا - حافظ اويتورو - سيجون أرينزي |

## الإنتاج والإفراج
طُرح الفيلم في دور السينما في جميع أنحاء نيجيريا في الرابع عشر من أيلول/سبتمبر 2018. بدأ التصوير الرئيسي في حزيران/يونيو 2015 ما بين مدينتي لاغوس ولوس أنجلوس في الوقتِ الذي كانت فيه البطلة يوفوما حاملًا، وبعد ولادة طفلها في الثامن من آب/أغسطس 2015 استمر الإنتاج في عام 2016 وانتهت مرحلة ما بعد الإنتاج في منتصف عام 2018.

## الاستقبال النقدي
خصَّت مجلة فان جارد (بالإنجليزية: Vanguard) في تقييمها للفيلم الأداء الكوميدي الأول للممثلة يوفيوما ماكديرموت فقالت الكاتبة: «بعد رؤية فيلم ماذا حدث للتو، انفتحت عيناي على يوفيوما لحيويتها ليس فقط كشخص ولكن كممثلة أيضًا ... دورها في الفيلم كان من الممكن أن يكون فاشلًا لولا وجود واحدة من أكثر المواهب التي حظيت بالإعجاب في صناعة السينما النيجيرية وهي تويين أبراهام.»